# وليامز ريفيروس
وليامز ريفيروس (بالإسبانية: Williams Riveros)‏ هو لاعب كرة قدم باراغواياني في مركز الدفاع، ولد في 20 نوفمبر 1992 في أسونسيون في باراغواي. لعب مع نادي ديلفين.

## وصلات خارجية
- وليامز ريفيروس على موقع قاعدة بيانات كرة القدم.إي يو (الإنجليزية)
- وليامز ريفيروس على موقع Soccerway.com (الإنجليزية)